# (12649) Ascanios
(12649) Ascanios ist ein Asteroid aus der Gruppe der Jupiter-Trojaner. Damit werden Asteroiden bezeichnet, die auf den Lagrange-Punkten auf der Bahn des Jupiter um die Sonne laufen.
(12649) Ascanios wurde am 16. Oktober 1977 von dem niederländischen Astronomenehepaar Cornelis Johannes van Houten und Ingrid van Houten-Groeneveld entdeckt. Die Entdeckung geschah im Rahmen der 3. Trojaner-Durchmusterung, bei der von Tom Gehrels mit dem 120-cm-Oschin-Schmidt-Teleskop des Palomar-Observatoriums (IAU-Code 675) aufgenommene Feldplatten an der Universität Leiden durchmustert wurden. Er ist dem Lagrangepunkt L5 zugeordnet.
Der Asteroid ist nach Ascanius benannt, dem mythologischen Sohn des troianischen Fürsten Aeneas und ersten Königs von Alba Longa, der in der römischen Mythologie Iulus genannt wird. Nach Livius führen die gens Iulia, ein römisches Patriziergeschlecht, ihre Familie auf ihn zurück.